# Ode to Ochrasy
Ode to Ochrasy è il terzo album in studio dei Mando Diao, pubblicato nel 2006.
Dall'album furono estratti tre singoli: Long Before Rock 'N' Roll, seguito da Good Morning, Herr Horst e da The Wildfire (If It Was True). Quest'ultimo brano è presente nel videogioco NHL 08.

## Tracce
1. Welcome Home, Luc Robitaille
2. Killer Kaczynski
3. Long Before Rock 'N' Roll
4. The Wildfire (If It Was True)
5. You Don't Understand Me
6. Tony Zoulias (Lustful Life)
7. Amsterdam
8. Tv & Me
9. Josephine
10. The New Boy
11. Morning Paper Dirt
12. Good Morning, Herr Horst
13. Song For Aberdeen
14. Ochrasy